# Врхтјепла
Врхтјепла (слч. Vrchteplá) насељено је мјесто са административним статусом сеоске општине (слч. obec) у округу Повашка Бистрица, у Тренчинском крају, Словачка Република.

## Становништво
| Година:    | 1994. | 2004.   | 2014.   | 2024.   |
| ---------- | ----- | ------- | ------- | ------- |
| Број људи: | 260   | 256     | 272     | 248     |
| Разлика:   |       | -1,53 % | +6,25 % | -8,82 % |

| Година:    | 2023. | 2024.   |
| ---------- | ----- | ------- |
| Број људи: | 244   | 248     |
| Разлика:   |       | +1,63 % |

Према подацима о броју становника из 2024. године насеље је имало 248 становника.